# カニカマ

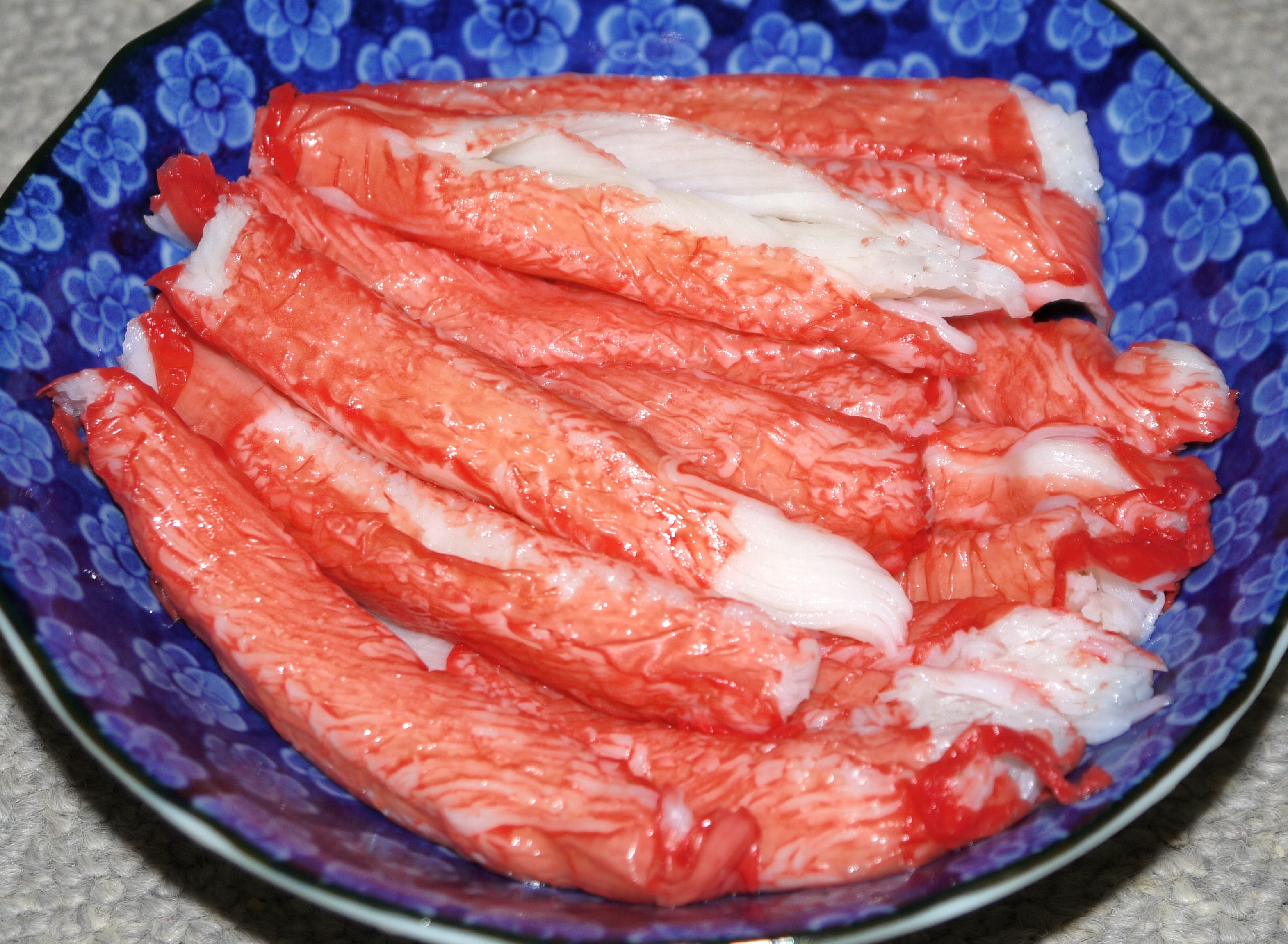
より本物に近づけた高付加価値タイプ

かにかま（蟹蒲）とは、かにかまぼこ（蟹蒲鉾）の略で、風味・食感・形・色などを蟹（かに）の身に似せて作られた蒲鉾（かまぼこ）である。実際には、主な原料はスケトウダラである。
特定の英語名はなく、抄訳で「crab stick（蟹棒）」「imitation crab meat（疑似蟹肉）」「seafood stick（海鮮棒）」「surimi（すり身）」という名称で知られている」となどいわれる。日本語では表記上の都合で「カニカマ」と片仮名で記されることも多い。かにぼこ（蟹鉾）という別名も見られる。インターネット上にはかに棒や蟹棒という別名も散見されるが、これは加工品でなく本物の蟹の脚を意味する蟹棒と区別できない。
今日一般的な呼び名として定着する「カニカマ」という名前の初出がいつなのかは定かでない。日本の広島県の大崎水産を元祖とする『週刊文春』1983年7月14日号の記事では「カニカマ」という言葉は使われず「カニスチック」「カニカマボコ」などと書かれている。また『日経産業新聞』1984年9月29日付の広島の企業を紹介した記事に載る大崎水産の説明でも「カニアシカマボコの開発で一気に業績を伸ばした大崎水産も…売り上げの九割がこのカマボコで輸出も急上昇」と書かれており、「カニカマ」という呼び名が定着したのは少なくとも1980年代後半以降と見られる。
1970年代前半、新潟県と広島県の業者によって北陸のズワイガニに似せた食品を作ることから始まり、販売の初期から欧米諸国にも普及している。また、アジア諸国を越えて中東諸国にも普及している。従って、世界共通の食材としての地位を確立している。日本国外でもカニカマの生産が盛んに行われているものの、世界のバイヤーは日本製を最高品質と評価している。

## 概要
この種の製品の名称は、日本農林規格等に関する法律の品質表示基準で「風味かまぼこ」または「風味かまぼこ（かに風味）」と記載しなければならないため、カニ肉は入っていない。
日本以外の地域では、スケトウダラのすり身が冷凍されたものを主原料とする場合が多い。冷凍されたすり身を急速に解凍し、もう一度冷凍すると、カニの足と同じような繊維ができる。すり身に含まれた水分が、一定の方向に向かって流れるようにすると、よりカニに似る。最外層の赤色は食品添加物の食用色素である天然着色料のモナスカス色素（紅麹色素）、コチニール色素、トマト色素などで、カニの香りと味は、同じく香料とカニエキスでつけられている。
日本では、食品小売店や回転寿司店などで見かける大量生産型のカニ風味かまぼこは、切れ目を入れたシート状のかまぼこを、ロール状に巻くことで製造しているものが多い。また、消費者の本物志向や高級志向もあるため、本物のカニ肉が使用されたカニカマも少数ながら見受けられる。インスタントラーメン、レトルトカレーと合わせて「戦後の食品の三大発明」と呼ばれることもある。

## 歴史

### 発明
「カニカマ」の発明については幾つかの説がある。
『全国水産加工品総覧』（2005年）では、かに風味かまぼこはその製造工程により以下のように次の5つに大別されるとしている。
1. かに風に着色したかまぼこをスライサーで裁断した刻みタイプかまぼこ[9]
2. 細切りしたかまぼこをすり身等のつなぎ肉で合わせてカニ脚肉状に成型、着色したスティックタイプかまぼこ[9]
3. 薄い帯状にしたかまぼこをめん線刃で繊維状に切断して集束・着色しカニ脚状にしたスティックタイプかまぼこ[9]
4. カニ脚状に着色成型したすり身を-10°C前後で緩慢凍結して層状として加熱したかまぼこ[9]
5. カニ風に調製したすり身をエクストルーダーにより変性凝固させたかまぼこ[9]

これらの製造技術の開発は、1はスギヨ（七尾市）、3は大崎水産（広島市）、4は堀川（新潟市）、5はニッスイ（東京都）が開発したもので、3の方式が現在では生産量が一番多い、と記述されている。

#### スギヨ説

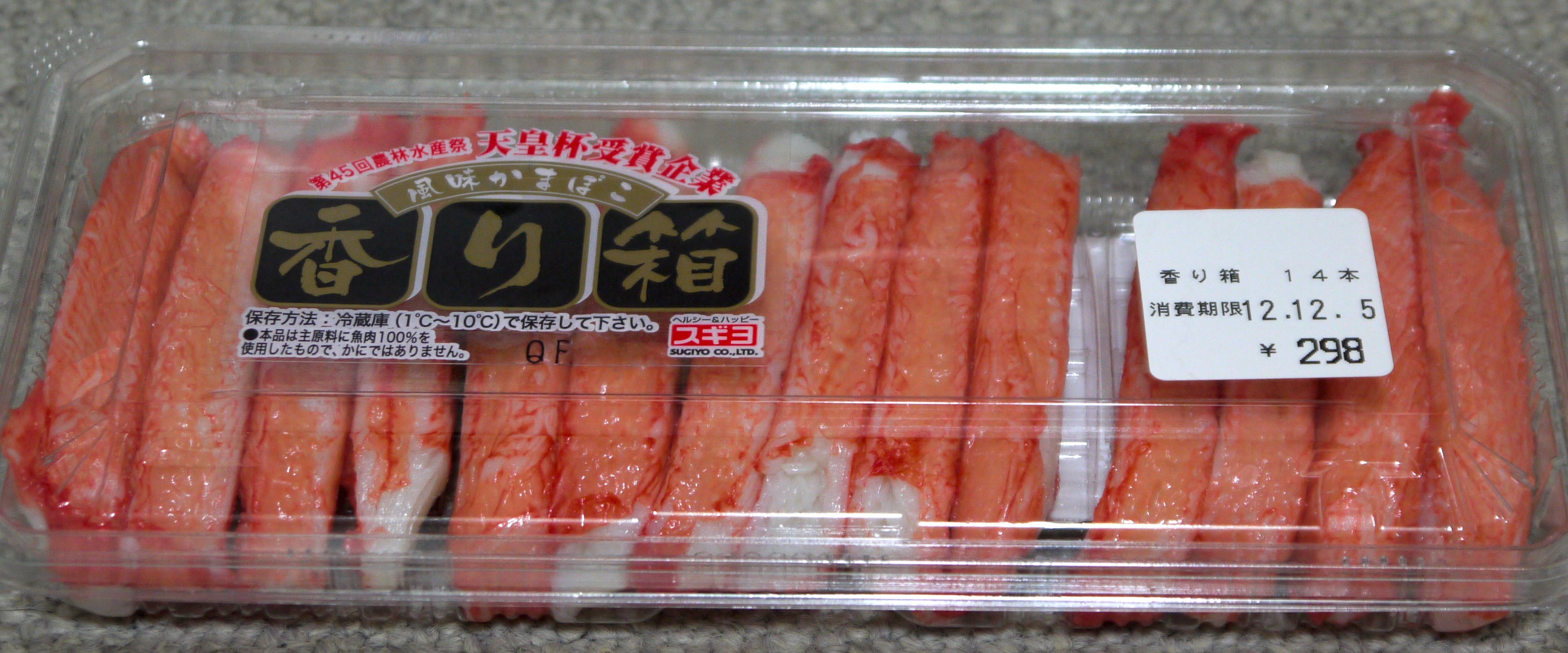
スギヨの「香り箱」

石川県七尾市の水産加工メーカーであるスギヨは、同社が1972年に発売した「珍味かまぼこ・かにあし」を発売したのが最初と主張している。これは、着色・着香した蒲鉾を細く裁断した食品である。
スギヨの3代目社長杉野芳人が、コンブから取れるアルギン酸で人工クラゲを作ろうとしていたところ、その失敗作がカニの食感に似ていることに気づき、人工カニ肉の製作を思いつく。なお、アルギン酸ナトリウムの溶液はカルシウム溶液に入れると凝固する性質があり、人造イクラも同じ製法で作られている。
試行錯誤の末、「珍味かまぼこ・かにあし」を開発し発売したものの、「インチキじゃないか!」などとスギヨに苦情が寄せられた。しかし、杉野はこの消費者の声を逆手にとり「カニのようでカニでない」と宣伝し、あくまでも「アイディア商品」として日本国内に広告宣伝活動と販売を行った。
このカニカマ誕生の話は2007年、テレビ番組『未来創造堂』の中でも紹介された。「珍味かまぼこ・かにあし」は、取り出されたカニの身のような蒲鉾が、プラスチックパックの中に入れられていた。

#### 大崎水産説
広島家草津（後の広島県広島市西区の漁師町）の蒲鉾屋を発祥とする大崎水産が「カニカマの元祖」とする文献もある。大崎水産も自社が「カニカマの元祖」としている。フランスのテレビ局CANAL+はカニカマの特集で、大崎水産を「カニカマの元祖」として紹介した。
大崎水産の創業者・大崎信一から家業を継いだ息子の大崎勝一は、珍味蒲鉾を数多く開発したが、その一つに、かに肉を詰めたきゅうりをノズルから出した魚肉で巻く「かに胡瓜」という製品があった。この「かに胡瓜」の製造工程で魚肉にカニの汁が混ざり、これがカニにそっくりの味がし、これをソバ状にしてそれを束ねて締め付ければ、カニ足肉のように、筋目のついたものができるのではないかと考案。1974年に商品化し、棒状のカニ風味カマボコ「カニスチック」を発売した。これが今日もっとも一般的な形状である「カニカマ」である。2013年に大崎誠一は、農林水産省が後援し日本食糧新聞社が主催した「食品産業功労賞」を「カニカマ」発明普及貢献・「世界食」開拓の貢献者として受賞している。
「カニスチック」を発売直後に公正取引委員会から「カニがほとんど入っていないのに、カニを名乗るのはまかりならん。カニの絵もダメ」と叱られ、「フィッシュスチック」という商品名に変更した。発売と同時に「魚肉製品の製造方法及び同装置」という特許出願をしている。最初は手作業で生産され、各人の手の強弱も違うので製品が不揃いだった。そこで機械の開発を進めたものの、なかなか上手くいかなかった。ソバ状の魚肉を自動的に結束する機械の完成は1976年だった。他社のフレーク状のカニ肉もどきは、この頃から売れ始めた一方、大崎水産の「フィッシュスチック」は売り上げが伸びず、1976年の売り上げは5億円だった。しかし1978年から売り上げが異常に伸び、この年が売り上げ10億円、1982年の売り上げは40億円に達した。それにつれて、同業他社も、このスチック状のカニ風味カマボコ製品に飛びつき、1983年には50社を超える業者がカニカマを生産するようになった。カニカマはカマボコメーカーにとっても救世主的な商品だった。1981年9月に、大崎水産の出願が特許公報で公告され、特許が降りる見通しが強まってから、業界内がギクシャクし始め、業者や機械メーカーから数件の異議申し立てが特許庁に出され、特許が降りなかった。カマボコ業界の集まりである全国蒲鉾水産加工協同組合連合会（通称・全カマ）は、1982年6月に「カニ足蒲鉾特許問題協議会」を発足させ大崎水産と交渉を重ねた。大崎水産を始め、多くの業者が早くから海外市場にもカニカマの売り込みを図り、1983年の輸出量は1万5000トン以上を記録した。「カニ足蒲鉾特許問題協議会」は「カマボコが大量に輸出されたなんて、神武以来の快挙なんです。外国でもカマボコになじみができたのは、今後の業界にとっても大きな財産です。もとを作った大崎さんの功績を讃えるのは当然です」と話した。

#### マルハ説
水産業界の最大手の大洋漁業は、1973年にアンゴラ沖で大量に捕れた小型のズワイガニにスケトウダラのすり身を混ぜ、80%カニ肉で製造し発売した「カニ棒」が、カニカマの先祖と主張している。大洋漁業は1977年から、スケトウダラ100%のカニカマを生産し、アメリカ合衆国で売り込みを図ったが、芳しくなく、その後1979年にアラスカのタラバガニが壊滅状態になり、アメリカの国内景気の悪化で、本物のカニが口に入りにくくなって売れ始めた。加えて、アメリカ合衆国西海岸に寿司屋が林立するほどの日本食ブームになって1981年6月頃から爆発的に売れ始め、その後ヨーロッパでも売れ始めた。

### 機械製造
大崎水産からカニカマの機械製造を許可された山口県宇部市の食品機械メーカーであるヤナギヤが1979年に カニ風味蒲鉾製造機を開発し、機械による大量生産が可能となった。1982年には日本国外への販売も開始し、後述する世界的な普及のきっかけとなった。2011年現在では、同社のカニ風味蒲鉾製造機械は世界シェアの70%を占める。

### 製品発売年表
- 1972年 - スギヨ「珍味かまぼこ・かにあし」発売（きざみタイプ）
- 1974年9月 - 大崎水産「フィッシュスチック（発売当初は「かにスチック」）」発売（スティックタイプ）
- 1979年6月 - 一正蒲鉾「オホーツク」発売（スティックタイプ）
- 1980年 - ヤマサ蒲鉾 「かに爪風かまぼこ」発売（かに爪風）
- 1981年 - 堀川「アラスカ」発売（かに足肉風）
- 1990年 - スギヨ「ロイヤルカリブ」発売（かに足肉風）
- 1996年3月 - 紀文食品「したらば」発売（タラバ足肉風）
- 2003年 - 大崎水産「マリンクイーン」発売（ズワイ足肉風）
- 2005年 - スギヨ「香り箱（関西地区では「かにちゃいまっせ」）」発売（カニに非常に似せたズワイ足肉風）
- 2014年 - カネテツデリカフーズ「ほぼカニ」発売（カニの代替品レベルを目指したもの）

### 世界での普及
カニカマは世界各地で安値で食べられるサラダなどのトッピングとして広がり、水産加工メーカーとしてはいち早くヨーロッパ、アメリカ合衆国に進出を果たした紀文食品のマリーンを足掛けに、日本から多く輸出された。しかし、欧州連合（EU）、アメリカの水産食品製造施設へのHACCP導入により、対応できる日本の企業が限定されること、現地生産の増加、BSE等の影響で輸入冷凍すり身が高騰したことなどから輸出は減少傾向となり、現在、世界では韓国製のものが多く流通している。
EU、アメリカでは肉より魚を好む傾向が強くなり、日本食ブームが追い風となって、世界の消費量は拡大、カニカマを指す「スリミ（surimi）」という単語も定着している。フランスではこのスリミと野菜類を普通のフランスパン（バゲット）よりも柔らかい食感のシュエードワ（スウェーデン風パン）で挟んだものを「スウェーデン風サンドウィッチ」と称して街のパン屋などで広く売られている。またアメリカには"KANI"という商品名のカニカマも存在しており、スシバーなどでは蟹を意味するcrabに対して、kaniと言えばカニカマのことを指すという誤った用法が定着している地域もある。
2015年1月時点で、日本での消費量は年間5万トン。世界では50万トン消費されている。一番消費量が多いのがヨーロッパ地域で、1位：フランス、2位：スペインである。 世界一の生産国はリトアニアで、同国のビチュナイが、カニカマのシェアNo.1である。プルンゲに工場があり、ヨーロッパ各国へカニカマを輸出している。
中国では日本から技術導入した工場が現地製造している。「人造蟹柳（）」などと呼ばれるが、鍋料理など、各種の料理に加工されて普及しており、「蟹柳」と書かれた料理を注文する際には、本物のカニ肉を使ったものか確認が必要である。また、本物のカニが安価に手に入るタイ王国やフィリピンでも、代用品としてではなくカニカマ自体が人気食品となり、鍋や天ぷらの具として一般化している。1990年代初頭の中国のホテル等ではジンの香りのするマヨネーズと和えて珍しい一品として食べられた。
タイではカニカマは寿司の具、刺身の一種としても認識され、タイ資本の日本料理店では刺身盛りの中にも登場し、寿司の具でも定番人気となっている。もちろん本物のカニでないことはタイ人も知っているが、ごく普通にシーフードの一種として扱われ、スーパーマーケットでも必ず魚売り場に置かれている。アイスボックスを使った「カニカマボックス」を設置する店も多く、国民食として定着している。

## 関連商品
類似の商品として「えびかま」と「ほたて風味かまぼこ（焼ほたて風味かまぼこ）」があるが、風味付けをした商品も本物のすり身を使っている商品も同じ名称を使っていて、名前のみでの区別は不可能である。それでも基本的には、エビカマはカニカマ同様、蒲鉾（魚のすり身）にエビの風味を付けたもの、ホタテ風味カマボコは、蒲鉾（魚のすり身）に焼きほたて（焼いたホタテガイ）の風味を付けたものである。

### ずわい天
ずわい天（）はカニカマの派生商品で、テレビ番組『和風総本家』「ニッポンの縁日屋台 2017夏」によれば、平成時代末期の日本の縁日などの屋台で売られるようになり、次第に販売地域を広げている人気商品である。蟹の身を混ぜた魚のすり身（蒲鉾）を、大振りなズワイガニの蟹脚の身に似せた形に整えて串に挿し、おもて面だけに紅麹を塗り、販売直前に170℃の調理油で1分ほど素揚げした後、バーナーで焼き目を付けたもの。蟹のすり身がたっぷりと入っていて贅沢な味わいが売りで、そのまま蟹の風味を楽しむ食べ方と、かにみそを乗せて食べる方法がある。2017年夏の時点で関東地方を中心に日本の17都道府県で売られている。特によく知られているものとして築地場外市場の常設店がある。